# Коваленко, Виктор (легкоатлет)
Ви́ктор Ковале́нко (род. 26 октября 1975, Дубоссары) — молдавский легкоатлет, специалист по многоборьям. Выступал за сборную Молдавии по лёгкой атлетике в 2000-х годах, действующий рекордсмен страны в семиборье, участник двух летних Олимпийских игр.

## Биография
Виктор Коваленко родился 26 октября 1975 года в городе Дубоссары Молдавской ССР.
Впервые заявил о себе в лёгкой атлетике на международном уровне в сезоне 2004 года, когда вошёл в состав молдавской национальной сборной и благодаря череде удачных выступлений удостоился права защищать честь страны на летних Олимпийских играх в Афинах — набрал в сумме всех дисциплин десятиборья 6543 очка (провалил все попытки в прыжках с шестом), расположившись в итоговом протоколе соревнований на 30-й строке.
После афинской Олимпиады Коваленко остался в составе легкоатлетической команды Молдавии и продолжил принимать участие в различных международных стартах. Так, в феврале 2007 года на соревнованиях в Сумах он установил национальный рекорд страны в семиборье — 5145 очков.
В 2008 году представлял молдавскую сборную на Олимпийских играх в Пекине, однако на сей раз получил травму во время бега на 400 метров и вынужден был сойти с дистанции — таким образом, без результата досрочно завершил выступление на Играх.